# Desmometopa inaurata
Desmometopa inaurata är en tvåvingeart som beskrevs av Lamb 1914. Desmometopa inaurata ingår i släktet Desmometopa och familjen sprickflugor. Inga underarter finns listade i Catalogue of Life.